# الفيدرالية الفرنسية للرياضة الجامعية
الفيدرالية الفرنسية للرياضة الجامعية (FF Sport U) تطمح في تعزيز وتنظيم مسابقات الرياضة المدرسية في فرنسا لطلاب الجامعة وطلبة مؤسسات التعليم العالي. ويقع مقرها الرئيسي في باريس. وهي مرتبطة مع الاتحاد الدولي للرياضات الجامعية واللجنة الوطنية الأولمبية والرياضية الفرنسية. في 2012، تحتوي على 91٬294 مسجل.

## الرياضة التي لها بطولة فرنسا الجامعية
- ألعاب القوى
- التجديف
- كرة ريشة
- كرة السلة
- الكرة الطائرة الشاطئية
- الملاكمة الانجليزية
- الملاكمة الفرنسية
- الملاكمة التايلاندية
- التجديف في الأنهار
- التزلج
- السباق عبر نواحي المدينة
- تسلق الجبال
- المسايفة
- كرة القدم
- كرة القدم داخل الصالات
- غولف
- الجمباز
- الجمباز الايقاعي
- كرة اليد
- الجودو
- الكاراتيه
- كارتينغ
- الكيك بوكسينغ
- المصارعة
- السباحة
- سباق الدرجات في الطرق الجبلية
- دوري الرغبي
- اتحاد الرغبي
- تزلج على الثلج
- تزلج على الجليد
- سباق الخيل
- اسكواش
- التايكوندو
- التنس
- تنس الطاولة
- الرماية
- نبالة
- ترامبولين
- ملاحة شراعية
- الكرة الطائرة
- كرة الماء